# Julio González (Boxer)
Julio César González Ibarra (* 30. Juli 1976 in Guerrero Negro, Baja California Sur, Mexiko; † 10. März 2012 bei Guerrero Negro) war ein mexikanischer Boxer. Er war von Oktober 2003 bis Januar 2004 Weltmeister der WBO im Halbschwergewicht. In dieser Gewichtsklasse vertrat er Mexiko als Amateur bei den Olympischen Spielen 1996. 

## Amateurkarriere
González begann im Alter von 14 Jahren im kalifornischen La Habra Boxing Club mit dem Boxsport und wurde von David Martínez trainiert. Seine Trainingspartner waren unter anderem Librado Andrade und Alfonso Gómez. Nach dem Erreichen des Finales bei der Olympiaqualifikation des amerikanischen Kontinents 1996 in Guaynabo startete er bei den Olympischen Spielen 1996 in Atlanta, wo er im ersten Kampf gegen den späteren Olympiasieger Wassili Schirow verlor.

## Profikarriere
Er wurde 1997 in den USA Profi und blieb in 27 Kämpfen ungeschlagen, ehe er am 28. Juli 2001 beim Kampf um die WM-Titel der IBF, WBA und WBC nach Punkten gegen den Titelträger Roy Jones junior verlor.
Nach sieben folgenden Siegen, darunter gegen Glen Johnson, konnte er am 18. Oktober 2003 in Hamburg gegen den WBO-Weltmeister Dariusz Michalczewski (Kampfbilanz: 48-0) antreten und siegte dabei nach Punkten, wodurch er den 49. Sieg Michalczewski’s und damit die Einstellung des Profirekords von Rocky Marciano verhinderte. Den Gürtel verlor er jedoch in der ersten Titelverteidigung am 17. Januar 2004 in Karlsruhe nach Punkten an Zsolt Erdei (18-0).
Nach drei folgenden Siegen, darunter im letzten gegen Montell Griffin, boxte er am 9. September 2005 um den IBF-Weltmeistertitel, wobei er nach Punkten gegen Clinton Woods (37-3) unterlag. Gegen diesen verlor er auch den Rückkampf am 29. September 2007. 2008 verlor er zudem gegen Reggie Johnson und Tavoris Cloud. 2010 und 2011 boxte er noch jeweils gegen Felipe Romero und verlor jeweils nach Punkten.

## Tod
González, Vater von zwei Kindern, wurde im März 2012 von einem betrunkenen Fahrzeuglenker angefahren und dabei tödlich verletzt.